# Peter Schmidt (Geowissenschaftler)
Peter Schmidt (* 17. Juni 1939 in Gerstungen; † 6. Februar 1999 in Freiberg) war ein deutscher Geowissenschaftler und Bibliothekar.

## Leben
Schmidt erlernte den Beruf eines Bergmannes und war im thüringischen Kalibergbau tätig. An der Arbeiter-und-Bauern-Fakultät Wilhelm Pieck in Freiberg bereitete er sich auf ein Studium an der Bergakademie Freiberg vor. 1959 nahm er dort ein Studium der Geologie auf und nach der Erlangung des Geologiediploms belegte er anschließend als Assistent auch den Studiengang der Geophysik bei Otto Meißer.
Seit 1968 wirkte Schmidt an der Bibliothek der Bergakademie. Mit seiner am 4. März 1969 vorgelegten Dissertation zum Thema Beiträge zur Makroseismik des sächsischen Vogtlandes und der angrenzenden Gebiete für die Epoche 1500–1967 promovierte Schmidt im selben Jahre. In den 1970er-Jahren wurde Schmidt zum Kustos des wissenschaftlichen Altbestandes der Bibliothek berufen, den er bis zu seinem Tode leitete.
Schmidt veröffentlichte mehr als 450 Aufsätze zur Entwicklung, zu Grundsätzen und Inhalten der geologischen Wissenschaften in Fachpublikationen, insbesondere der Zeitschrift für Geologische Wissenschaften. Ein besonderer Schwerpunkt seiner Forschungen war Leben und Werk Abraham Gottlob Werners. Zusammen mit der Leiterin der Bibliothek der Montanuniversität Leoben, Hofrätin Lieselotte Jontes, war Schmidt Initiator der Symposienreihe Das kulturelle Erbe in den Montan- und Geowissenschaften, die erstmals vom 20. bis 23. September 1993 in Freiberg abgehalten wurde. Ebenso war er Herausgeber des Nachrichtenblattes zur Geschichte der Geowissenschaften. International bekannt wurde Schmidt als Organisator von Tagungen und Leiter von Arbeitskreisen zur Geschichte der Geowissenschaften. Seit dem 29. April 1994 war er Mitglied des Arbeitskreises Astronomiegeschichte in der Astronomischen Gesellschaft. Schmidt engagierte sich für die Aufstellung des Denkmals für Alexander von Humboldt und Johann Carl Freiesleben, das am 14. Juni 1995 auf dem Freiberger Wernerplatz beim Huthaus der Kuhschachter Fundgrube eingeweiht wurde. Zur Finanzierung des Denkmals veröffentlichte er gemeinsam mit Otfried Wagenbreth und anderen Autoren einen Stadtführer.
Gemeinsam mit dem Gothaer Geschichtsforscher Helmut Roob (1924–2017) erschloss Peter Schmidt den Nachlass Adolf Schmidts (1860–1944) in der Forschungsbibliothek Gotha und veröffentlichte eine Broschüre, die den handschriftlichen Nachlass des bedeutenden Geophysikers, der zur Erforschung und Beschreibung des Erdmagnetismus grundlegend beigetragen hat, übersichtlich geordnet nach Biografischem, wissenschaftlichen Aufsätzen und Aufzeichnungen zum Geomagnetismus, zur Meteorologie, zur Astronomie und aus der Gymnasial- und der Studienzeit sowie den Briefen auflistet und beschreibt. Eine Einführung in Leben und Schaffen Adolf Schmidts, ein Überblick über seine Lebensdaten und eine Bibliografie seiner Veröffentlichungen vervollständigen diese wichtige wissenschaftshistorische Publikation, die 1985 eine Lücke füllte und bis heute ihre Bedeutung nicht verloren hat.
Als Organisator des am 19. bis 24. September 1999 anlässlich des 250. Geburtstages von Abraham Gottlob Werner in Freiberg durchgeführten internationalen wissenschaftshistorischen Werner-Symposiums verstarb Schmidt plötzlich vor Abschluss seiner Arbeiten.

## Ehrung
Während des 5. Symposiums Das kulturelle Erbe in den Montan- und Geowissenschaften im Jahr 2000 in Golden (Colorado) erfolgte die erstmalige Verleihung des Peter-Schmidt-Awards. Der Preis wird für besonderes Engagement zur Erhaltung kulturellen Erbes in den Geo- und Montanwissenschaften alle 2 Jahre verliehen.

## Werke (Auswahl)
- Zur Geschichte der Geologie, Geophysik, Mineralogie und Paläontologie. Bibliographie und Repertorium für die Deutsche Demokratische Republik. in: Veröffentlichungen der Bibliothek der Bergakademie Freiberg Nr. 40, Freiberg 1970.
- mit Heinz Meixner und Walter Schellhas: Balthasar Rösler: Persönlichkeit und Wirken für den Bergbau des 17. Jahrhunderts. Deutscher Verlag für Grundstoffindustrie, Leipzig 1980.
- Unbekannter Jakob-Krause-Einband zum Chronicon Carionis in Freiberg. in: Veröffentlichungen der des wissenschaftlichen Informationszentrums der Bergakademie Freiberg, Nr. 88, Freiberg 1981.
- Bibliographie der in der DDR 1977–1982 zur Geschichte der Geologie, Mineralogie, Geophysik und Paläontologie vorgelegten Arbeiten. in: Veröffentlichungen des wissenschaftlichen Informationszentrums der Bergakademie Freiberg Nr. 106, Freiberg 1984.
- mit Helmut Roob: Adolf Schmidt (1860-1944), Handschriftlicher Nachlass des Geomagnetikers und Bibliographie seiner Veröffentlichungen verzeichnet und erschlossen von Helmut Roob und Peter Schmidt. Forschungsbibliothek Gotha, Gotha 1985.
- Exkursionsführer durch die historische Altstadt Freiberg. Freiberg 1993.
- Zur Kenntnis der Geowissenschaften im 16. Jahrhundert. GGW, Berlin 1994.
- mit Hellmut Albrecht und Werner Arnold: Beiträge zur Geschichte von Geologie, Bergbau und Denkmalschutz. Festschrift zum 70. Geburtstag von Prof. Dr. rer. nat. habil. Otfried Wagenbreth. TU Bergakademie Freiberg, Freiberg 1998.